# Cellarfolks
Cellarfolks ist eine deutsche Irish-Folk-Rock-Gruppe aus München. Die Gruppe existiert seit 2001 und besteht in der aktuellen Besetzung aus sechs Mitgliedern.

## Stil
Die Musik von Cellarfolks setzt sich zusammen aus altem traditionell-irischem Liedgut, das mit Rock-Elementen wie Schlagzeug und E-Gitarre modernisiert und neu arrangiert wurde und vereint den typischen irischen Folk Rock mit Einflüssen der Bands Fiddler’s Green, Flogging Molly, Dropkick Murphys, Pogues oder Levellers, unterlegt mit Eigenkompositionen im Speed Folk Rock-Stil. Die Lieder erzählen wie die meisten irischen Traditionals vom irischen Alltag: Von Freiheit, Liebe, Heimat, die Grüne Insel oder der Sehnsucht nach der Ferne.

## Geschichte
Cellarfolks entstand 2001 aus einem Shantychor mit Bass, Gitarre und Percussion. Erweitert durch Schlagzeug, Akkordeon, Mandoline und Geige entstand eine zunächst eher folkig ausgerichtete Musik, die sich im Laufe der Jahre von Folk Rock mit Weltmusikeinflüssen und Crossover-Elementen bis zum Speed-Folk rockorientierter entwickelte.
Die Band wurde danach zum Open-Air-Festival für Irish Folk Rock in Poyenberg eingeladen und spielte mit Fiddler’s Green und Bodh'aktan Doppelkonzerte auf einer Bühne.
Im September 2010 veröffentlichte Cellarfolks die erste CD Mermaids, 2015 entstand die CD Hunting Traveling Ghosts. Während die erste CD Mermaids noch in Eigenproduktion und im Eigenverlag entstanden, wurde die CD Hunting Traveling Ghosts in Zusammenarbeit mit dem Independent-Label und Musikverlag BSC Music / Rough Trade produziert.
Cellarfolks belegte auf Celtic Rock Radio (www.celtic-Rock.de) Song des Jahres 2015 mit dem Song The Captain's Dead Platz 2.

## Auftritte (Auswahl)
- Irish Folk Open Air Poyenberg (2007)[2]
- Tollwood-Festival, München (2009)[3]
- Schlachthof, München (2010)[4]
- Burg Kaprun, Kaprun, Österreich (2017)[5]
- Sinnflut Festival, Erding (2001, 2007)[6]
- Stiegl Bräu, Salzburg, Österreich (2011, 2012, 2013, 2014, 2015, 2017, 2018)[7]
- Rosenheimer Sommerfestival, Rosenheim (2013)[8]
- Village, Habach (2016)[9]
- Greenfarm Festival, Freising (2016)[10]
- Lindenkeller, Freising Doppelkonzert mit Bodh'aktan aus Kanada (2015)[11]
- Airbräu, Munich Airport (2012)[12]
- Magazin 4, Bad Reichenhall (2016)[13]

## Diskografie
Studioalben
- 2010: Mermaids
- 2015: Hunting Travelling Ghosts